# Штиглиц, Александр Людвигович
Барон Алекса́ндр Лю́двигович фон Шти́глиц (иногда неправильное «Щтиглиц») (1 [13] сентября 1814, Санкт-Петербург — 24 октября [5 ноября] 1884, Санкт-Петербург) — крупнейший российский финансист, банкир и промышленник, управляющий Государственным банком России (1860—1866), меценат, благотворитель.

## Биография

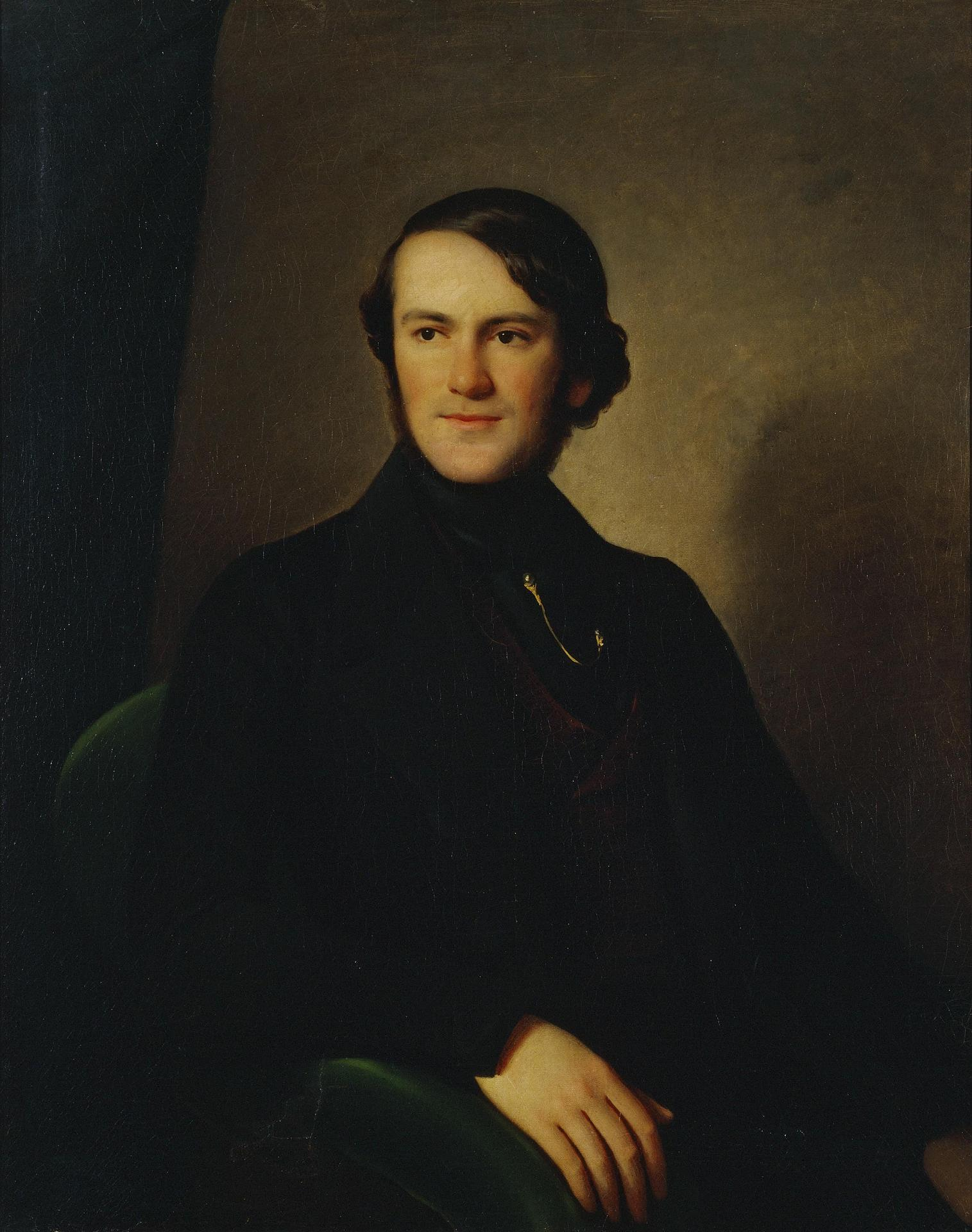
Барон Александр Штиглиц на портрете К. Штейбена (1840-е)

Сын придворного банкира, основателя банкирского дома «Штиглиц и К°», барона Людвига фон Штиглица (1778—1843) и Амалии Анжелики Кристины Готтшалк (1777—1838).
Окончив Дерптский университет, в 1840 году А. Л. Штиглиц поступил на государственную службу в Министерство финансов Российской империи, на должность члена Мануфактурного совета. В 1843 году, после смерти отца, как единственный сын, унаследовал всё его огромное состояние, а также и дела его банкирского дома, и занял должность придворного банкира.

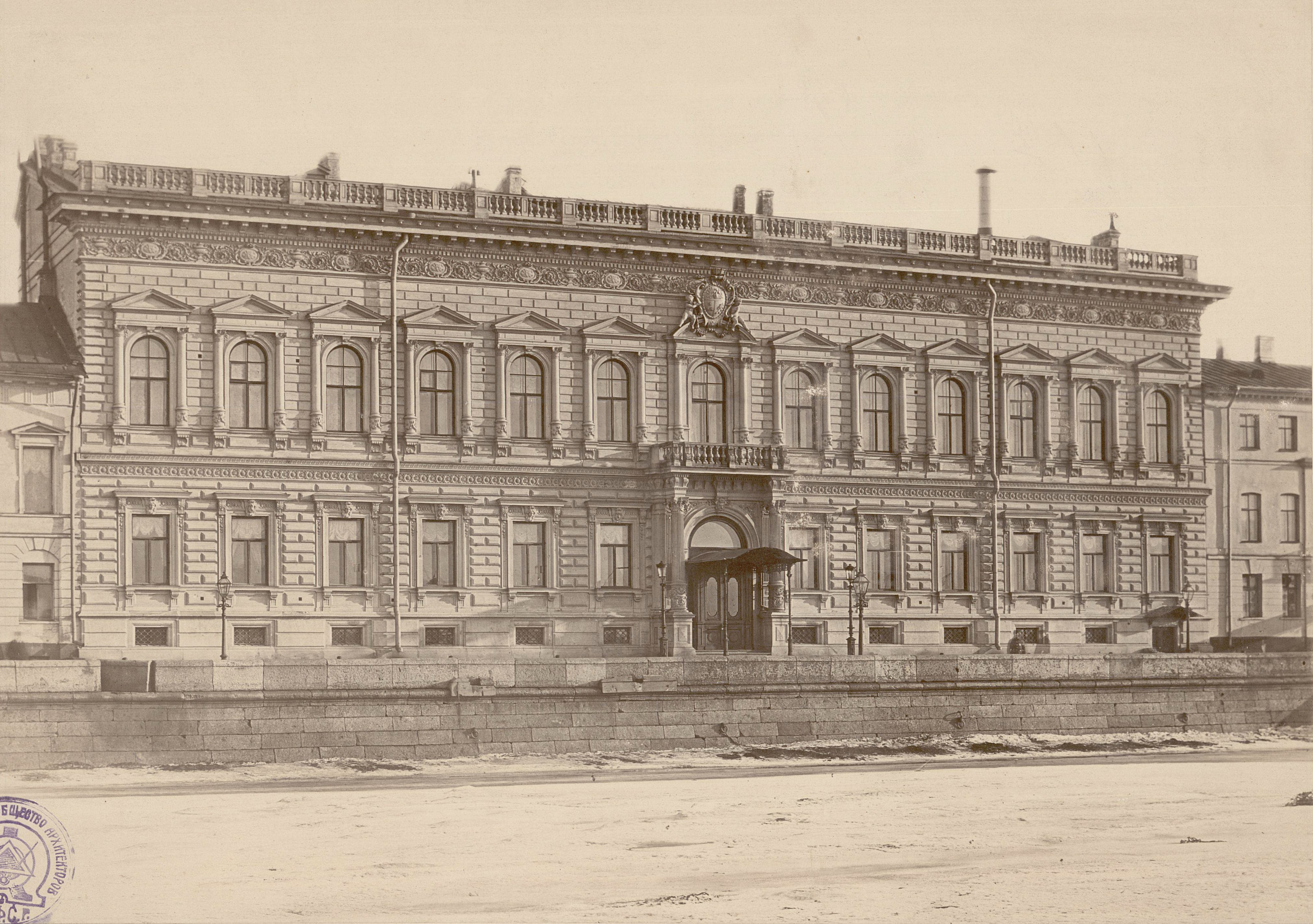
СПб. Особняк барона Штиглица на Английской наб. 1860-е гг.

В 1840—1850 годах успешно реализовал за границей шесть 4-процентных займов на строительство Санкт-Петербурго-Московской (Николаевской) железной дороги. При его участии во время Крымской войны были получены значительные внешние займы. А. Л. Штиглиц занимался предпринимательской деятельностью. Им были основаны в Нарве суконная и льнопрядильная фабрики, преобразованные в 1880 году в Товарищество нарвской суконной мануфактуры, и Екатерингофская бумагопрядильня.
В 1846 году был избран биржевым купечеством Санкт-Петербурга, председателем Биржевого комитета. Неоднократно переизбирался, занимал эту должность в течение 13 лет. Принимал участие во всех крупных операциях российского правительства на внутреннем и внешнем рынках. Через банкирский дом барона Штиглица правительство России поддерживало отношения с банкирскими домами Амстердама, Лондона и Парижа. В 1855 году Штиглиц совместно с бароном Фелейзеном занялся постройкой железной дороги из Петербурга в Петергоф (Петергофская железная дорога) и из Гатчины в Лугу (Балтийская железная дорога), которую затем подарил своему компаньону.
В 1857 году А. Л. Штиглиц выступил соучредителем Главного общества российских железных дорог, созданного для постройки и эксплуатации железнодорожных линий, которые должны были связывать земледельческие районы России с Санкт-Петербургом, Москвой, Варшавой, побережьем Балтийского и Чёрного морей.
В 1848 году назначен членом Коммерческого совета Министерства финансов. В 1854 году «за особенное на пользу общую усердие» произведён в статские советники, а в 1855 году — в действительные статские советники.
В 1860 году Штиглиц ликвидировал все свои частные банкирские дела и по собственному желанию был уволен с должности председателя Биржевого комитета. 31 мая (12 июня) 1860 года, на основании Указа Александра II, Коммерческий банк был преобразован в Государственный банк и 10 (22) июня 1860 года А. Л. Штиглиц был назначен его управляющим. В 1866 году он был уволен с этой должности с оставлением при Министерстве финансов по кредитной части и в качестве почётного члена Совета торговли и мануфактур. В этом же году стал крупнейшим пайщиком учрежденного Московского купеческого банка. В 1862 году пожалован в тайные советники, а в 1881 году — в действительные тайные советники.

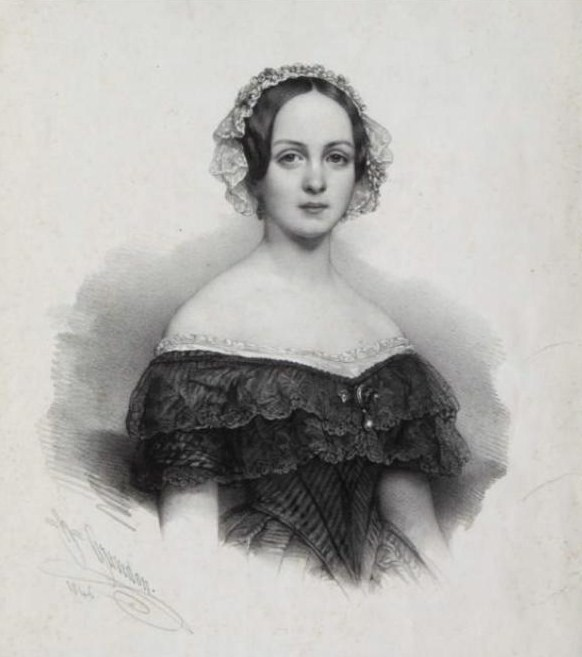
Каролина Штиглиц (1846)

24 октября (5 ноября) 1884 года Штиглиц скончался от воспаления лёгких и похоронен, по собственному желанию, в Ивангороде в церкви Святой Троицы, лично им сооружённой над могилой жены, для духовных нужд местного фабричного населения.

## Семья
Жена (с 1842) — Каролина Логиновна Миллер (1817—1873), дочь петербургского обанкротившегося коммерсанта, выходца из Германии. Была деятельной благотворительницей и состояла помощницей попечительницы и почетным членом Санкт-Петербургского Совета детских приютов. Единственный сын Штиглицев Людивиг (1842—1843), умер младенцем, и в 1844 году они удочерили, по слухам, внебрачную дочь великого князя Михаила Павловича (по другой версии, она была внебрачной дочерью самого Штиглица). Девочка была подброшена к ним в дом и получила имя Надежды Михайловны Июневой (Юневой) (1843—1908). В 1861 году она с миллионным приданым вышла замуж за будущего секретаря Государственного совета А. А. Половцова.

## Благотворительная деятельность

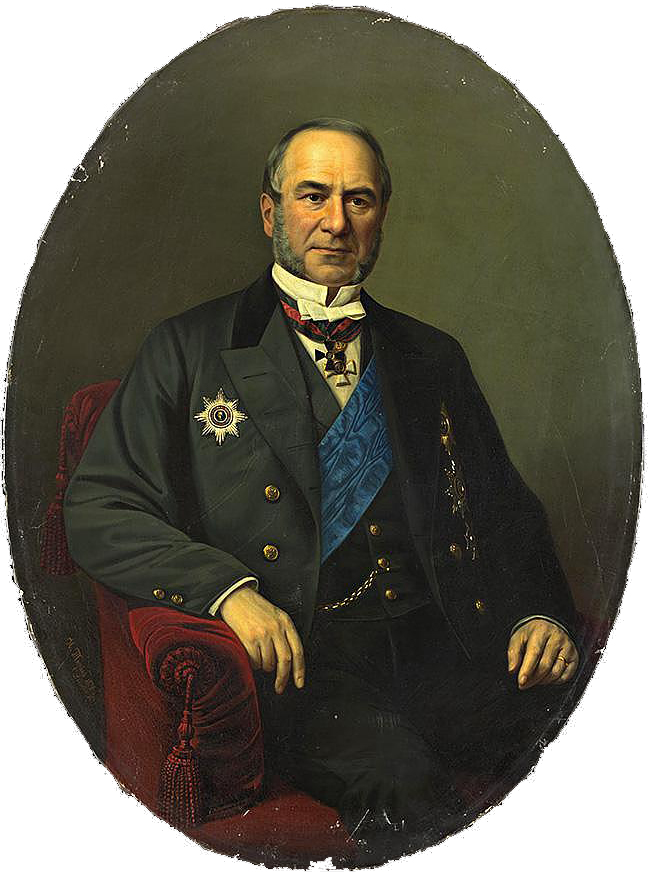
Барон А. Л. Штиглиц на портрете И. Тюрина (1872)

Благотворительная деятельность Штиглица, являвшаяся как бы продолжением благих начинаний его отца, касалась больше всего нужд просвещения и интересов его подчинённых. Ещё в 1843 году, тотчас же по смерти отца, Штиглиц был утверждён почётным членом совета Санкт-Петербургского коммерческого училища и действительным членом совета Санкт-Петербургского высшего коммерческого пансиона.
В последнем звании он состоял до самого закрытия пансиона в 1858 году и, за свои заботы об этом учреждении и неоднократные щедрые пожертвования в его пользу, в 1846 году удостоен был Высочайшего благоволения, точно так же, как и за крупные пожертвования на нужды коммерческого училища в 1845 году.
1 (13) января 1853 года, в день празднования пятидесятилетнего юбилея торгового дома «Штиглиц и К°», молодой владелец фирмы щедро наградил и обеспечил на будущее время всех своих служащих, причём никто не был забыт, до артельщиков и сторожей включительно.
Во время Крымской войны им было сделано два крупных пожертвования (по 5000 рублей каждое) на нужды российского воинства: в 1853 году — в пользу Чесменской военной богадельни и в 1855 году — в пользу морских чинов, лишившихся имущества в Севастополе.
В 1858 году, одновременно с пожертвованием на сооружение памятника императору Николаю I в биржевом зале, Штиглиц внёс значительную сумму на содержание воспитанников в учебных заведениях столицы в память покойного императора, а в 1859 году, также на нужды просвещения, пожертвовал капитал, в ознаменование совершеннолетия наследника цесаревича.
После вступления в должность управляющего Государственным банком Штиглиц озаботился нуждами своих сослуживцев. При его ближайшем содействии, в 1862 году, была учреждена ссудо-сберегательная касса служащих в Государственном банке, затем в течение 3 лет подкреплял средства кассы пожертвованиями (оставляя в её пользу часть своего жалованья), составившими в общем сумму в 10 290 рублей. В 1880-х годах депутатское собрание кассы придало этой сумме наименование «капитала имени барона А. Л. Штиглица». Из его процентов ежегодно выдавались пособия вдовам и сиротам членов кассы.
Кроме перечисленных учреждений, Штиглицем в разное время были облагодетельствованы и многие другие, в том числе на его пожертвования продолжал существование детский приют в Коломне, основанный его отцом.

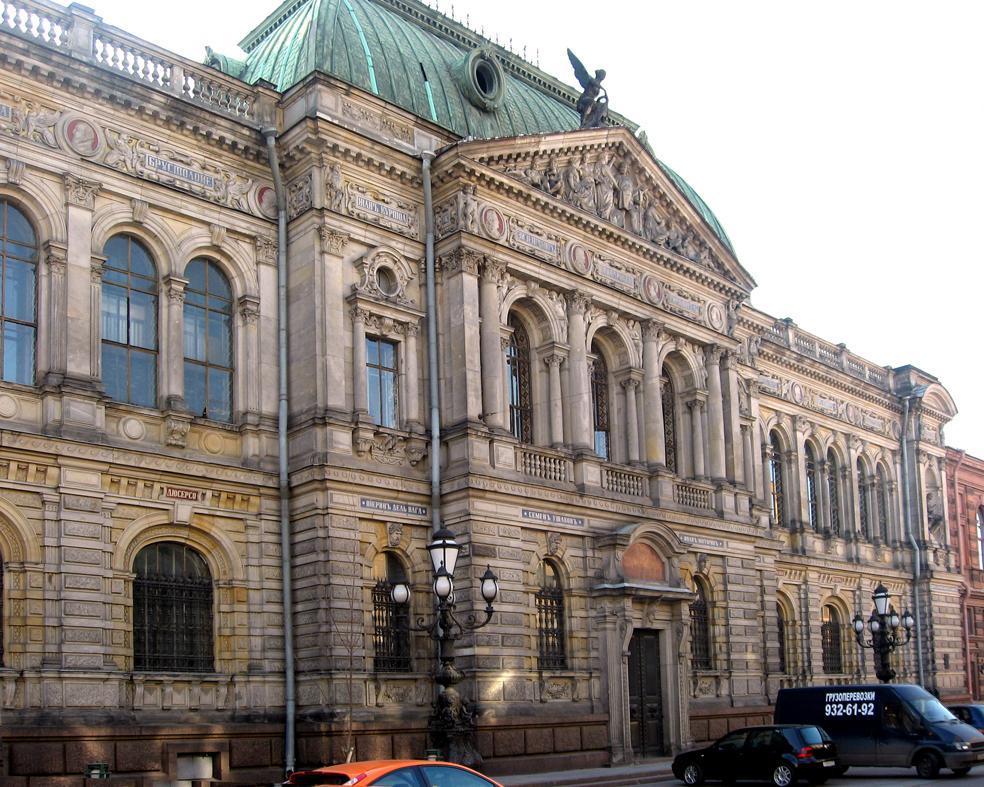
Художественно-промышленная Академия

Самым важным пожертвованием Штиглица, самым ценным для России, которое одно способно было бы обессмертить его имя, — было учреждение на его средства в Петербурге Центрального училища технического рисования для лиц обоего пола, вместе с богатым художественно-промышленным музеем и отлично оборудованной библиотекой. Это училище было любимым детищем Штиглица, горячего поклонника искусства вообще. Пожертвовав на первоначальное устройство училища 1 000 000 рублей, он продолжал субсидировать его и впоследствии. До последнего дня своей жизни был его почётным попечителем и после смерти завещал ему очень большую сумму, благодаря чему училище могло получить самое широкое и благотворное развитие.
Завещание, оставленное Штиглицем, вообще представляет образец заботливости о созданных им учреждениях и лицах, находившихся к нему в каких бы то ни было более-менее близких отношениях. Так, между прочим, в пользу служащих Государственного банка им было завещано 30 000 рублей; не были забыты и его личные служащие: любимый камердинер, например, получил 5000 рублей. Общая сумма, распределённая по завещанию Штиглица между разными лицами и учреждениями, достигала, по слухам, 100 млн рублей (не считая недвижимости), однако в действительности была скромнее — около 38 млн рублей.
Будучи человеком вполне независимым, капиталы которого охотно принимались во всех странах, Штиглиц помещал своё огромное состояние почти исключительно в русских фондах и на скептическое замечание одного финансиста о неосторожности подобного доверия к русским финансам однажды заметил: «Отец мой и я нажили всё состояние в России; если она окажется несостоятельной, то и я готов потерять с ней вместе всё своё состояние».

## Награды

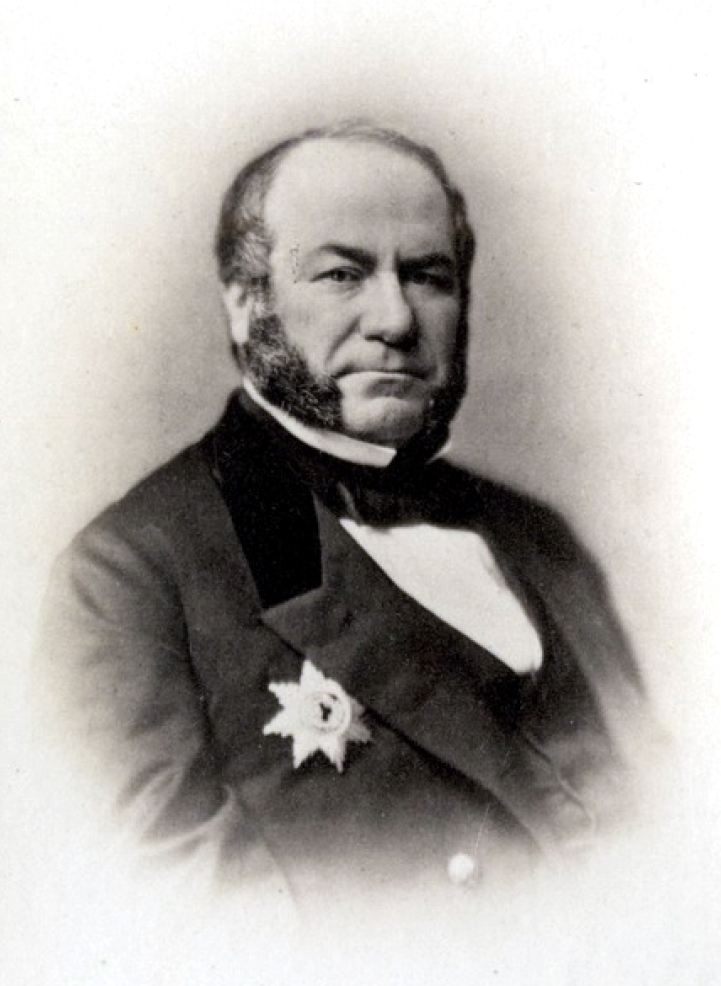
Александр Штиглиц (1865)

- Орден Святого Станислава 3-й степени (16 апреля 1841)
- Орден Святого Владимира 4-й степени (5 марта 1843)
- Золотая, украшенная бриллиантами, табакерка с вензелем Николая I (1846)
- Орден Святой Анны 2-й степени за услуги, оказанные ведомству министерства финансов (1 января 1847)
- Императорская корона к ордену Святой Анны 2-й степени «за труды по должности председателя Биржевого комитета в первое трехлетие» (3 апреля 1849)
- Орден Святого Владимира 3-й степени (2 ноября 1851)
- Орден Святого Станислава 1-й степени за постройку Балтийской железной дороги (1857)
- Орден Святой Анны 1-й степени с императорской короной за труды по устройству дел Государственного банка (1864)
- Орден Святого Владимира 2-й степени (1866)
- Орден Белого орла (1869)
- Орден Святого Александра Невского (13 апреля 1875)
- Датский орден Данеброг, большой крест (1876)

## Память

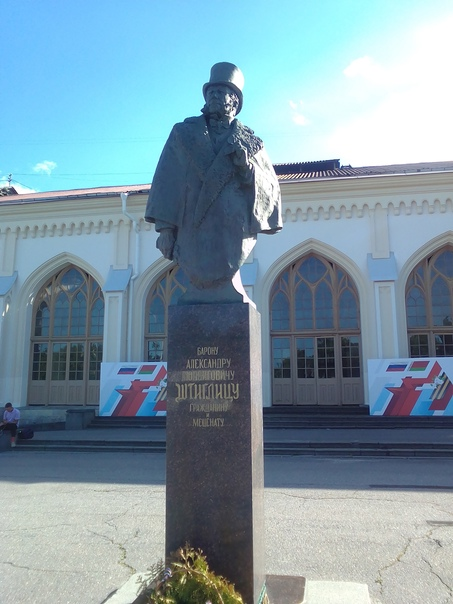
Памятник Александру Людвиговичу Штиглицу на станции Новый Петергоф

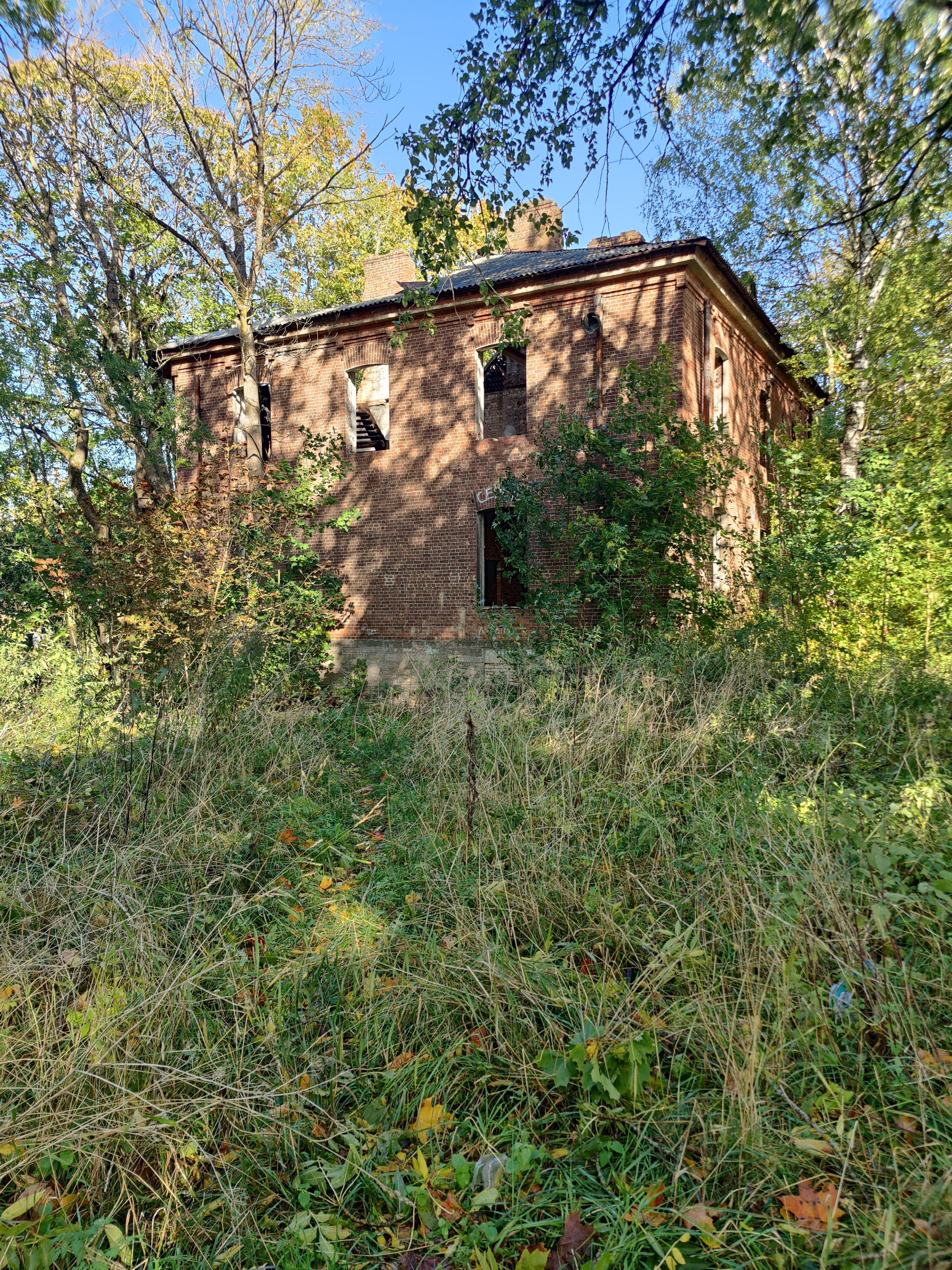
Усадьба барона в районе Парусинка — выявленный памятник архитектуры.

- Особняк барона Штиглица в Петербурге (Английская набережная, дом № 68) был построен в 1859—1863 годы по проекту А. И. Кракау (1817—1888). В новое здание были включены более старые дома. К настоящему времени частично сохранились интерьеры здания. Особняк барона Штиглица является памятником истории и архитектуры федерального значения[2].
- В декабре 2006 года Санкт-Петербургской государственной художественно-промышленной академии, основанной на средства барона, возвращено его имя.
- На вокзале Новый Петергоф (арх. Бенуа), строительство которого спонсировал барон, открылось кафе, названое в его честь.
- Ново-Петергофский мост в Петербурге ранее носил название Штиглицкий мост, поблизости от Балтийского вокзала, от которого начиналась Петергофская железная дорога, построенная бароном.
- 11 июля 2009 года на станции Новый Петергоф Октябрьской железной дороги состоялось торжественное открытие памятника барону Александру Людвиговичу Штиглицу. Памятник создан скульптором Я. Я. Нейманом в соавторстве с С. П. Одноваловым[3].
- 10 июня 2011 года состоялась торжественная церемония возвращения памятника Александру Людвиговичу Штиглицу в Санкт-Петербургскую художественно-промышленную академию[4].